# Alticus anjouanae
Alticus anjouanae és una espècie de peix de la família dels blènnids i de l'ordre dels perciformes.

## Morfologia
- Els mascles poden assolir 7,6 cm de longitud total.[1][2]

## Reproducció
És ovípar.

## Hàbitat
És un peix marí de clima tropical.

## Distribució geogràfica
Es troba a les Comores les Seychelles i Reunió.